# Helmut Beyer (Richter)
Helmut Beyer (* 2. September 1907 in Rehungen; † 15. April 1998) war ein deutscher Jurist Er war von 1933 bis 1945 Rechtsanwalt und von 1953 bis 1975 Richter am Bundesgerichtshof.

## Leben
Helmut Beyer war der Sohn eines evangelischen Pfarrers und besuchte das Gymnasium im nahen Nordhausen am Harz. Nach dem Abitur studierte er Rechts- und Staatswissenschaften in Tübingen und Halle (Saale) und wurde zum Dr. jur. promoviert. Am Kammergericht Berlin wurde er nach dem Assessor-Examen 1933 als Rechtsanwalt zugelassen und war dort als solcher von 1934 bis 1945 tätig. Hier vertrat er vor allem die Interessen von rassisch und politisch Verfolgten während der Zeit des Nationalsozialismus. Von 1940 bis 1945 absolvierte er den Truppendienst bei der Kriegsmarine.
Nach der Entlassung aus der Kriegsgefangenschaft trat Beyer 1945 in die neugebildete deutsche innere Verwaltung im damaligen Oberpräsidium Hannover ein, wo er als Regierungsrat und Oberregierungsrat (ab 1945) und ab 1947 als Ministerialrat wirkte. Von 1946 bis 1952 war er Leiter der Personalabteilung in der Niedersächsischen Staatskanzlei. Im Januar 1953 schied er aus eigenem Entschluss aus diesem Amt aus. In einem 15-seitigen Brief hatte er sich von Ministerpräsident Hinrich Wilhelm Kopf verabschiedet und Duplikate an ca. 50 weitere Persönlichkeiten verschickt. Er beklagte die Vorherrschaft von Parteien, sodass nicht Leistung und Charakter des Beamten, sondern Beziehungen zu Parteien und persönliche Seilschaften ausschlaggebend bei Personalauswahl und Beförderungen seien. Der Vorfall wurde u. a. vom Magazin Der Spiegel aufgegriffen.
Am 23. Januar 1953 wurde Beyer zum Bundesrichter beim Bundesgerichtshof in Karlsruhe berufen, wo er fast 23 Jahre dem III. Zivilsenat angehörte, zuletzt als dessen stellvertretender Vorsitzender.
Helmut Beyer war ab 1935 verheiratet. Er trat nach Vollendung seines 68. Lebensjahres am 30. September 1975 in den Ruhestand.